# Archimedes AB

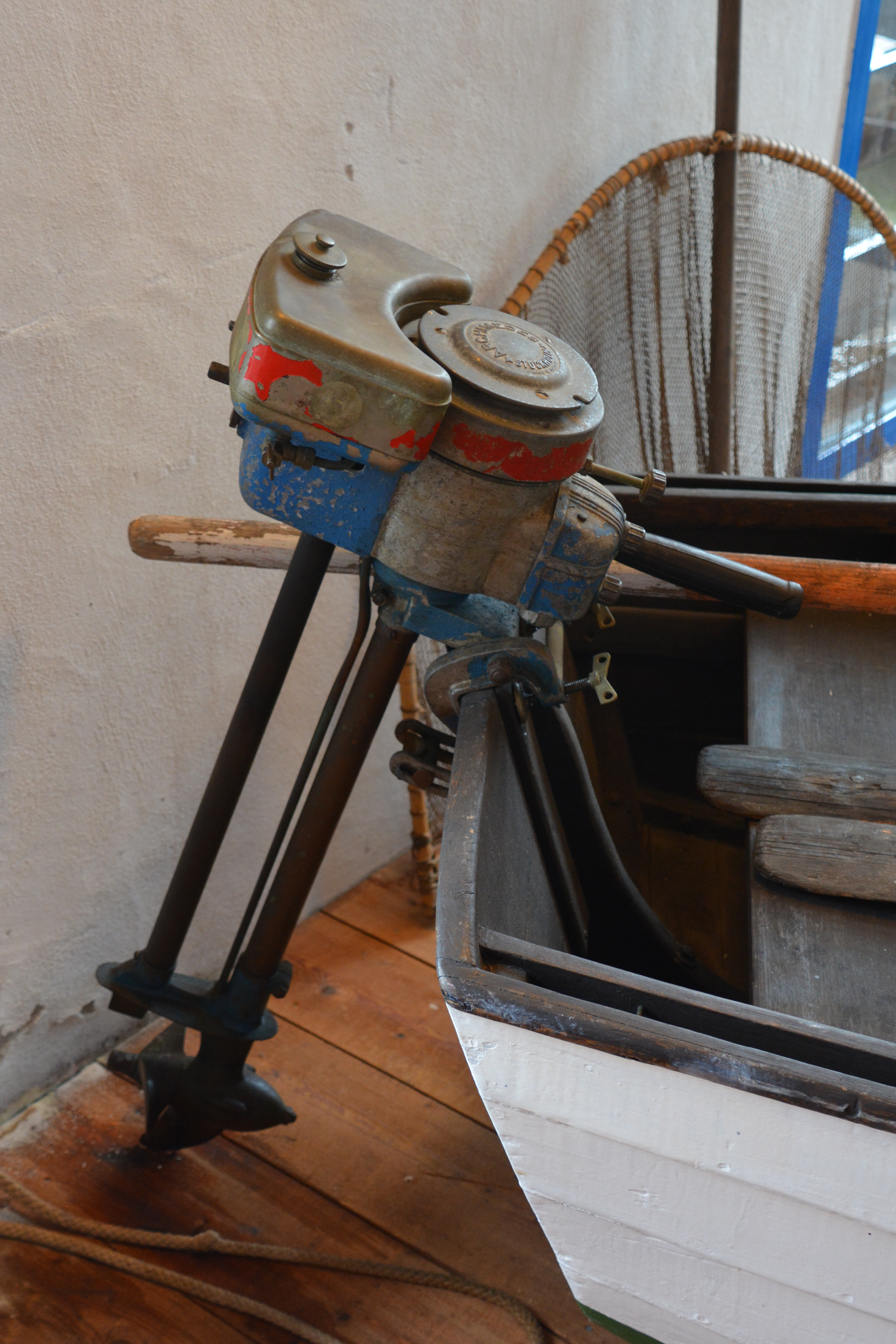
Archimedesmotor på Råå museum för fiske och sjöfart

Archimedes AB var en mekanisk verkstad och motorfabrik i Mariehäll, Bromma (postadress Sundbybergs stad) med tillverkning av utombordsmotorer som specialitet.
- Archimedes A1 [1]
- Archimedes B1
- Archimedes B2
- Archimedes B3

Företaget grundades 1907 av bröderna Carl Alrik och O. W. Hult för exploatering av den av bröderna uppfunna Archimedesmotorn. Bolaget köptes 1941 upp av Elektrolux. Fabriken hade 1946 omkring 120 anställda.
År 1966 lades tillverkningen vid fabriken ned sedan Monark Cresent tagit över tillverkningen. Båtmotorer med namnet Archimedes fortsatte dock att tillverkas fram till 1979.